# Jessica De Gouw
Jessica Elise De Gouw, född 15 februari 1988 i Perth, Western Australia, är en australisk film- och TV-skådespelare. Hon är mest känd för sin roll som  Helena Bertinelli/The Huntress i TV-serien Arrow.